# Region Waterloo

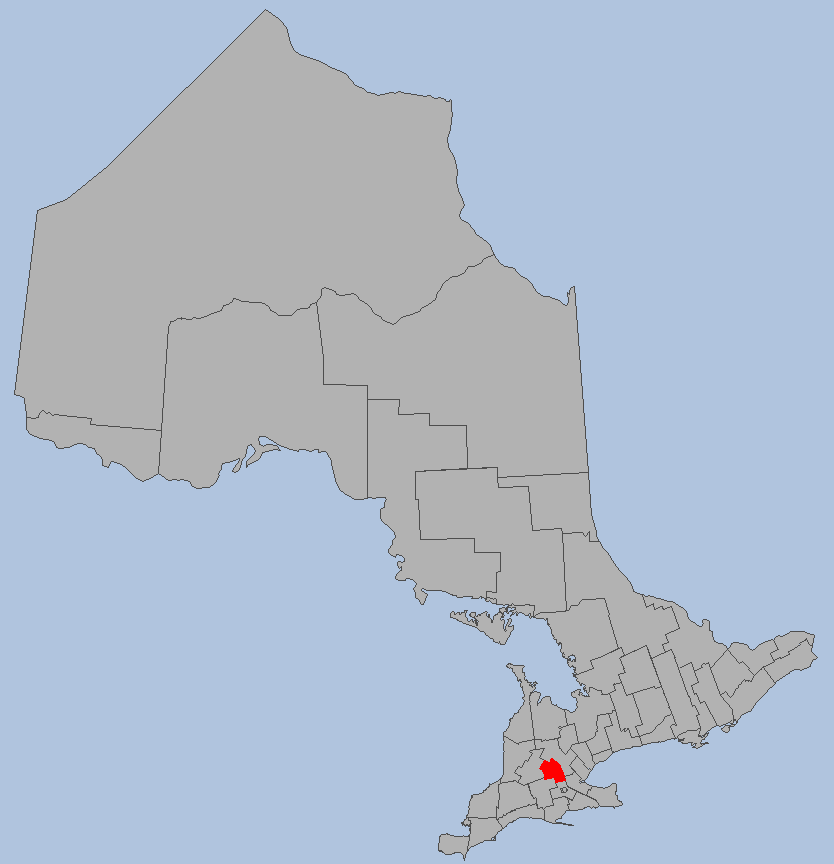
położenie regionu

Region Waterloo  Regional Municipality of Waterloo - jednostka administracyjna kanadyjskiej prowincji Ontario leżąca w południowym Ontario.
Region tworzą następujące ośrodki komunalne:
- Cambridge
- Kitchener
- North Dumfries
- Waterloo
- Wellesley
- Wilmot
- Woolwich